# Oskar Polano

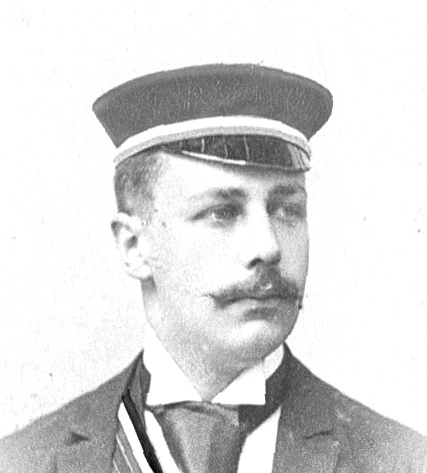
Oskar Polano (1894)

Oskar Julius Herbert Polano, auch Oscar Polano (* 31. Oktober 1873 in Hamburg; † 23. Juli 1934 in Obergrainau) war ein deutscher Gynäkologe und Hochschullehrer.

## Leben
Polano war Sohn eines Hamburger Fabrikanten. Oskar Polano besuchte das Wilhelm-Gymnasium in Hamburg, wo er zu Michaelis 1892 das Reifezeugnis erhielt. Im Sommersemester 1893 begann er das Medizinstudium in Freiburg und wurde im Corps Rhenania Freiburg aktiv. Nach zwei Semestern wechselte er nach Gießen. Dort schloss er sich auch dem Corps Starkenburgia an. Er setzte das Studium in Straßburg, Berlin und Kiel fort.
In Kiel wurde er 1897 zum Dr. med. promoviert. Seine Ausbildung durchlief er bei Robert von Olshausen in Berlin und August Martin in Greifswald. Dort heiratete er die Tochter des Anatomen Robert Bonnet. Nach vorübergehender Assistententätigkeit in Gießen ging er als Assistenzarzt an der Frauenklinik der Julius-Maximilians-Universität Würzburg. Dort habilitierte er sich 1904 für Gynäkologie. Als Privatdozent und Oberarzt (1906) erhielt er 1909 dort ein Extraordinariat. Über den ganzen Ersten Weltkrieg stand er im Felde. Nach dem Krieg nach Würzburg zurückgekehrt, wurde er 1919 von der Ludwig-Maximilians-Universität München als etatmäßiger Extraordinarius und Vorstand der Gynäkologischen Poliklinik berufen.
Besonders beschäftigte er sich mit der Biologie der Schwangerschaft und der operativen Gynäkologie. Er unternahm epidemiologische Untersuchungen zur Empfängnisverhütung.
Aus gesundheitlichen Gründen ließ er sich im Mai 1933 beurlauben und im November desselben Jahres in den Ruhestand versetzen: den wollte er in Obergrainau verbringen. Im Juli 1934 starb er im 61. Lebensjahr.

## Ehrungen
- Eisernes Kreuz 2. Klasse
- Eisernes Kreuz 1. Klasse
- Geheimer Oberregierungsrat

## Schriften
- mit Ludwig Burkhardt: Die Untersuchungsmethoden und Erkrankungen der männlichen und weiblichen Harnorgane für Ärzte und Studierende in 17 Vorlesungen. Bergmann, Wiesbaden 1908.
- Die Röntgenbehandlung in der Gynäkologie. In: Max Hofmeier: Handbuch der Frauenkrankheiten. F. C. W. Vogel, Leipzig 1913, S. 603–609.
- Geburtshilflich-gynäkologische Propädeutik: Eine theoretische und praktische Einführung in die Klinik und in die Untersuchungskurse. Kabitzsch, Würzburg 1914; 5. Auflage: Kabitzsch, Leipzig 1928.
- Gynäkologische Untersuchungslehre. In: Josef Halban, Ludwig Seitz (Hrsg.): Biologie und Pathologie des Weibes. Band 2, Urban & Schwarzenberg, Berlin/Wien 1924.